# Polleniopsis lushana
Polleniopsis lushana är en tvåvingeart som beskrevs av Feng och Ma 1999. Polleniopsis lushana ingår i släktet Polleniopsis och familjen spyflugor.
Artens utbredningsområde är Sichuan (Kina). Inga underarter finns listade i Catalogue of Life.